# Mattea Meyer
Mattea Meyer (Basilea, 9 novembre 1987) è una politica svizzera del Partito Socialista (PS), di cui è anche co-presidente. Dal 2015 è membro del Consiglio nazionale per il Canton Zurigo.

## Biografia
Dal 2010 al 2011 fece parte del consiglio comunale di Winterthur, per poi venire eletta a maggio 2011 granconsigliera nel Canton Zurigo, carica che manterrà fino a novembre 2015. Candidatasi alle elezioni federali del 2015 venne eletta Consigliera nazionale per il Canton Zurigo risultando la ventesima più votata nel cantone con 98 888 preferenze. Alle elezioni federali del 2019 venne confermata con 89 270 preferenze, la tredicesima candidata più votata. Venne rieletta anche alle elezioni federali del 2023 risultando l'ottava più votata con 121 837 preferenze.
Da agosto 2009 a marzo 2013 ricoprì il ruolo di vicepresidente della Gioventù Socialista Svizzera. Da ottobre 2020 è co-presidente del Partito Socialista Svizzero assieme a Cédric Wermuth.